# テレビ大阪制作日曜朝9時30分枠のアニメ
>テレビ大阪制作日曜朝9時30分枠のアニメ（過去）
本項目では、テレビ東京系列で毎週日曜9時台後半（9:30 - 10:00、JST）にて断続的に編成されている、テレビ大阪 (TVO) 制作のテレビアニメの放送枠について取り扱う。

## 概要
1982年3月にテレビ大阪が開局して以来、テレビ東京系列の日曜9時台後半は基本的に同局の制作枠として設定されており、1998年3月までは下記の通り情報番組などが放送されていた。
- パソコンサンデー（1982年4月4日[1] - 1989年6月25日）
- Ist登場（1989年7月2日 - 1991年3月31日）
- 旅・たび・見旅（1991年4月7日 - 1993年3月28日）
- 町おこし村おこし（1993年4月4日 - 1996年6月30日）
- スポラバ（1996年7月7日 - 1997年3月30日）
- 自遊派宣言（1997年4月6日 - 1998年3月29日）

同時間帯にて初めてテレビ大阪制作のテレビアニメが放送されるようになったのは、1998年4月5日開始の『魔法のステージファンシーララ』からであり、これ以降長期間にわたりテレビアニメ枠として定着することとなる。他方で、テレビ東京系列の他時間帯のアニメ枠と同様に、本時間帯についても必ずしもアニメ枠として固定されている訳ではなく、後述の放送リストにもあるように度々中断期間が挟まれることもある。
2022年4月の改編から、再度の中断期間に入る2023年3月までの1年間については、9時台後半でのテレビアニメの放送は継続しつつも、前半15分と後半15分で別個の番組を放送する形式がとられていた。この形式への移行当初は、前半15分（9:30 - 9:45）のみがテレビ大阪の制作枠として位置付けられており、同年10月の改編からは前述の形式を維持しつつ、後半15分（9:45 - 10:00）もテレビ大阪の制作枠とされた。

## 作品リスト

### 第1期
本節では1週2本立ての作品も、便宜上1話として扱うものとする。
| #  | 作品名                                       | 放送期間                      | 話数                  | 備考 |
| -- | -------------------------------------------- | ----------------------------- | --------------------- | --- |
| 1  | 魔法のステージファンシーララ                 | 1998年4月5日 - 9月27日        | 全26話                | 同番組より読売広告社が広告代理店を担当。 本時間帯におけるテレビアニメ第1作。 |
| 2  | ガサラキ                                     | 1998年10月4日 - 1999年3月28日 | 全25話                | |
| 3  | それゆけ!宇宙戦艦ヤマモト・ヨーコ            | 1999年4月4日 - 9月26日        | 全26話                | |
| 4  | ぐるぐるタウンはなまるくん                   | 1999年10月3日 - 2001年3月25日 | 75話                  | 放送期間中の2001年4月に土曜7時台後半へと移動。 |
| 5  | Cosmic Baton Girl コメットさん☆              | 2001年4月1日 - 2002年1月27日  | 全43話                | 当初は1年間の放送予定であったが、制作上の都合により3クールあまりで放送終了。 |
| 6  | ギャラクシーエンジェルZ                      | 2002年2月3日 - 3月31日        | 全9話 （1週2本立て）  | 同番組よりブロッコリー枠およびマッドハウス制作のアニメ。 『ぴたテン』放送開始前までのつなぎ番組として放送。                                                                                   |
| 7  | ぴたテン                                     | 2002年4月7日 - 9月29日        | 全26話                | |
| 8  | ギャラクシーエンジェルA                      | 2002年10月6日 - 2003年3月30日 | 全26話 （1週2本立て） | |
| 9  | デ・ジ・キャラットにょ                       | 2003年4月6日 - 2004年3月28日  | 全52話 （1週2本立て） | 同番組より4月開始・翌年3月終了の1年間放送へと移行。 |
| 10 | マシュマロ通信                               | 2004年4月4日 - 2005年3月27日  | 全52話                | |
| 11 | おねがいマイメロディ                         | 2005年4月3日 - 2006年3月26日  | 全52話                | 同番組よりサンリオ枠、および『おねがいマイメロディ』シリーズ（一部例外を除く）。 |
| 12 | おねがいマイメロディ 〜くるくるシャッフル!〜 | 2006年4月2日 - 2007年3月25日  | 全52話                | |
| 13 | アニメロビー                                 | 2007年4月1日 - 2008年3月30日  | 全52回                | 同番組のみアニメ・バラエティ番組。 前半は「おねがいマイメロディ すっきり♪」、後半は「ロビーとケロビー」の2本立てで構成。 2007年12月2日放送分（第36回）にて、本枠での通算放送回数500回を達成。 |
| 14 | おねがい♪マイメロディ きららっ★              | 2008年4月6日 - 2009年3月29日  | 全52話 （1週2本立て） | 同番組より再度サンリオ枠。 『おねがいマイメロディ』シリーズ最終作。 |
| 15 | ジュエルペット                               | 2009年4月5日 - 2010年3月28日  | 全52話                | 同番組のみ『ジュエルペット』シリーズ。 シリーズ次作の『ジュエルペット てぃんくる☆』以降は制作局をテレビ東京に変更の上、ローカルセールス枠として設定されていた土曜9時台後半へ移動。            |
| 16 | 最強武将伝 三国演義                          | 2010年4月4日 - 2011年3月27日  | 全52話                | 同番組のみ海外共同制作アニメ枠。 キー局のテレビ東京と共同制作。 |

### 第2期
| # | 作品名                        | 放送期間                     | 話数   | 備考 |
| - | ----------------------------- | ---------------------------- | ------ | --- |
| 1 | トミカ絆合体 アースグランナー | 2020年4月5日 - 2021年3月28日 | 全51話 | 同番組よりタカラトミー枠。 また電通が広告代理店として参加するようになった他、 番組連動データ放送を開始。 |
| 2 | マジカパーティ                | 2021年4月4日 - 2022年3月27日 | 全51話 | 同番組のみ、タカラトミーと電通の原作によるテレビアニメ。                                                 |

前半15分
| # | 作品名                    | 放送期間                     | 話数   | 備考                                 |
| - | ------------------------- | ---------------------------- | ------ | ------------------------------------ |
| 1 | キャップ革命 ボトルマンDX | 2022年4月3日 - 2023年3月26日 | 全51話 | 同番組より再度タカラトミー枠に移行。 |

後半15分

| # | 作品名     | 放送期間                      | 話数   | 備考 |
| - | ---------- | ----------------------------- | ------ | --- |
| 1 | ぷにるんず | 2022年10月2日 - 2023年3月26日 | 全25話 | 本枠第2期唯一の女児向けアニメ。また、本枠全体としては『ギャラクシーエンジェルA』以来約20年ぶりの半年（2クール）放送となった。2023年10月1日から12月24日までは、9:30 - 10:00で2話ずつ再放送を実施。第2期『ぷにるんず ぷに2』は制作局をテレビ東京へと変更の上、日曜9:15 - 9:30にて放送。 |